# Sami Tchak

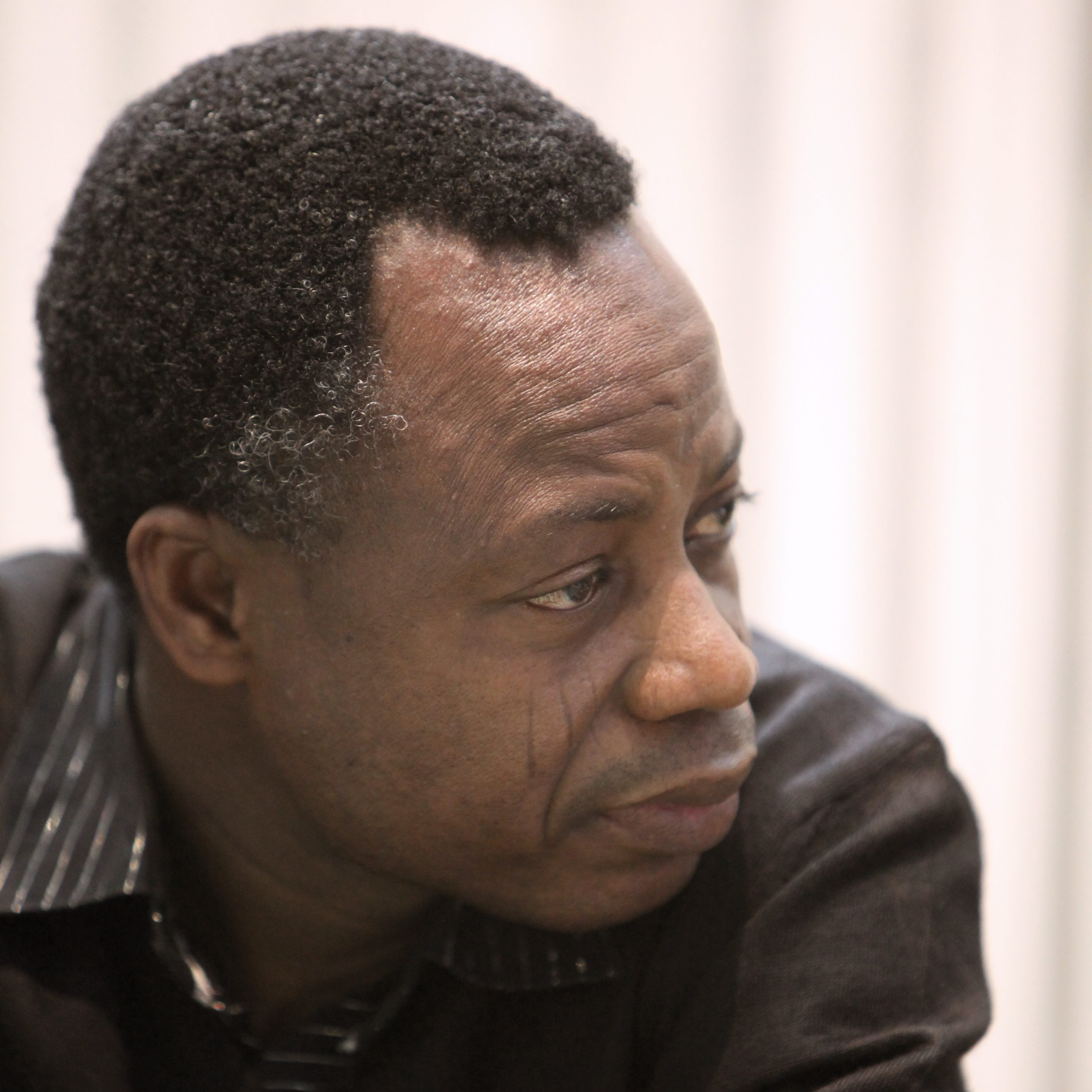
Sami Tchak (2011).

Sami Tchak (n. 1960 - ...) este un scriitor togolez.